# Invalidité absolue et définitive
Pour les articles homonymes, voir IAD.
 (signalé en juillet 2025).
Si vous disposez d'ouvrages ou d'articles de référence ou si vous connaissez des sites web de qualité traitant du thème abordé ici, merci de compléter l'article en donnant les références utiles à sa vérifiabilité et en les liant à la section « Notes et références ».
- Archive Wikiwix
- Bing
- Cairn
- DuckDuckGo
- E. Universalis
- Gallica
- Google
- G. Books
- G. News
- G. Scholar
- Persée
- Qwant
- (zh) Baidu
- (ru) Yandex
- (wd) trouver des œuvres sur Wikidata

L’état d’invalidité absolue et définitive (abrégé IAD) désigne en droit français l’impossibilité d’exercer une quelconque activité professionnelle procurant un revenu, et la perte d’autonomie irréversible nécessitant l’aide d’une autre personne. Il est défini dans le code de la sécurité sociale, dans l’article L. 161-4.

« Les assurés de moins de 65 ans en état d'invalidité absolue et définitive forment les invalides du 3e groupe. Le constat d’IAD, impliquant la reconnaissance d’une incapacité de travail totale et définitive, ouvre droit au versement d’une allocation par la sécurité sociale, au titre d’un revenu de remplacement. »

— Article L. 161-4 du code de la sécurité sociale[réf. nécessaire]